# Konstantinopeler Apfelquitte

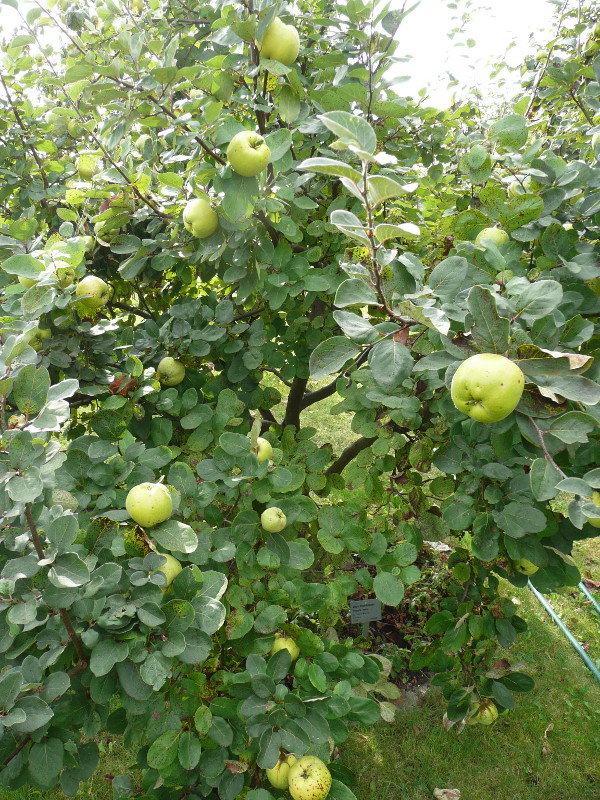
Bäumchen der Sorte ‘Konstantinopeler Apfelquitte’

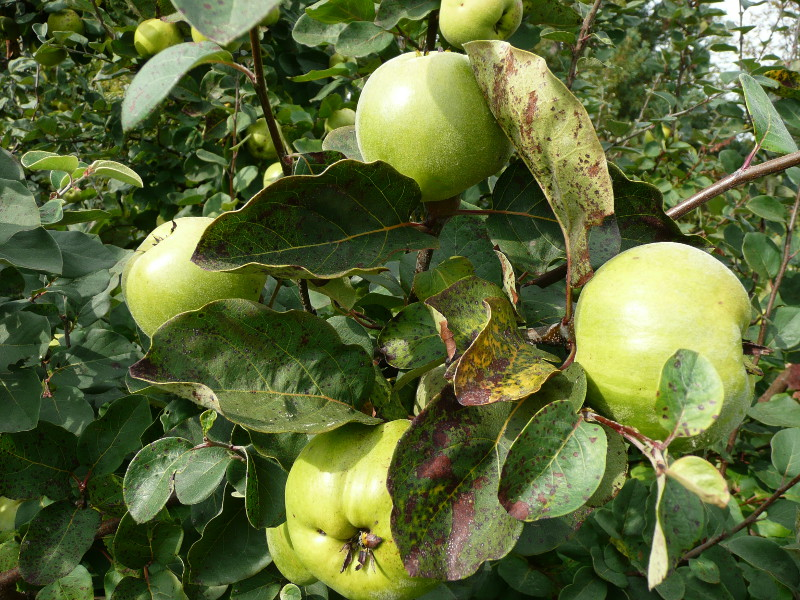
Unreife Früchte am Baum

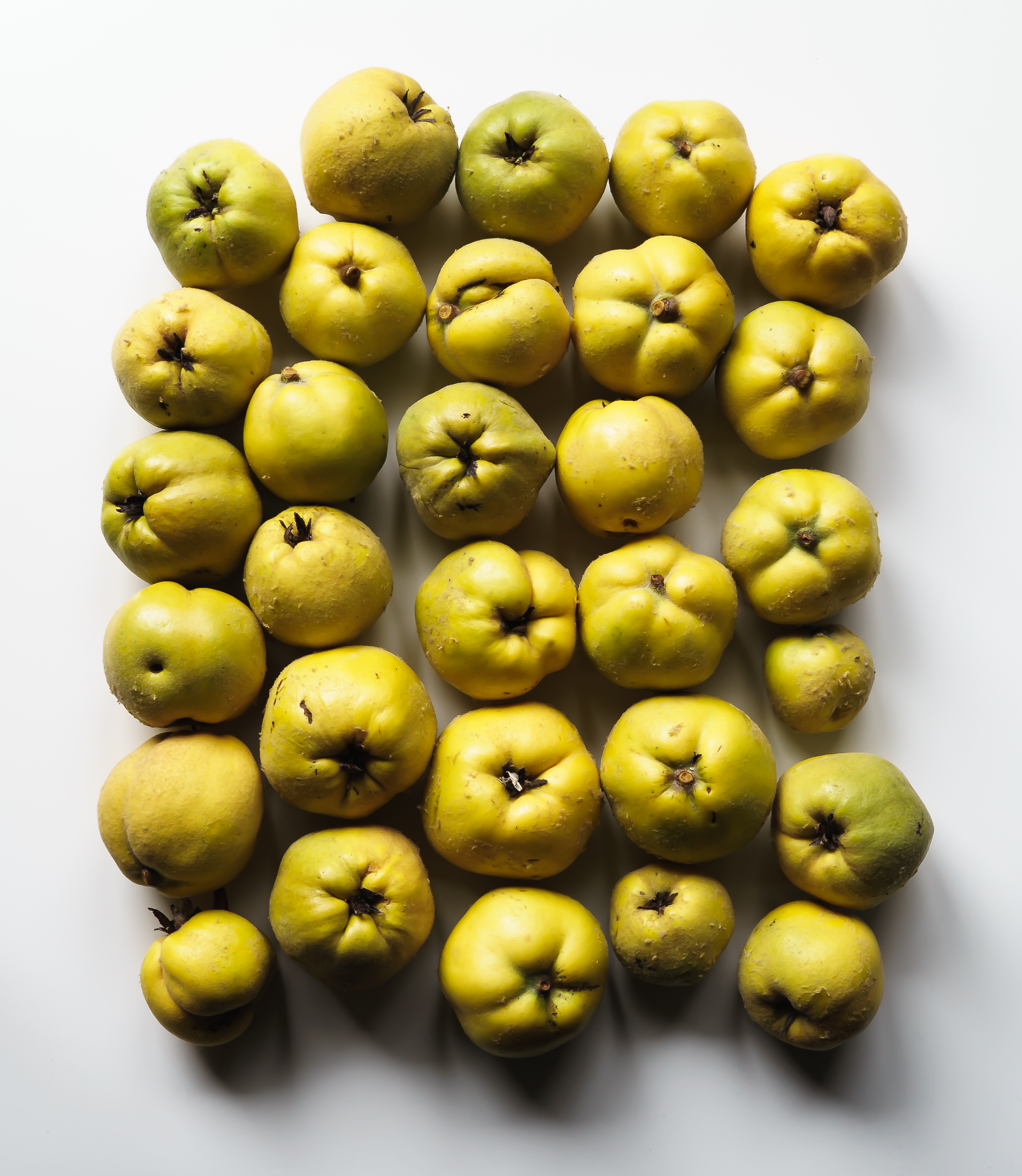
Reife Früchte aus dem Vogelsberg

Die Konstantinopeler Apfelquitte, auch Konstantinopeler Quitte oder Konstantinopeler, ist eine alte Kultursorte der Quitte. Ihre Herkunft ist nicht bekannt, möglicherweise stammt sie aus der Türkei. 

## Sorteneigenschaften
Die Sorte Konstantinopeler Quitte stellt durchschnittliche Ansprüche an den Standort und gilt erfahrungsgemäß als gut geeignet auch für weniger warme Standorte. Auf hohen Kalkgehalt reagiert sie wie alle Quitten auf Quittenunterlage empfindlich. Veredlungen auf Ebereschen sind kalktoleranter, aber feuerbrandanfälliger. Der Wuchs ist mittelstark, abhängig von der Unterlage. Das Holz verträgt auch relativ strengen Frost. Für Feuerbrand ist sie etwas weniger anfällig als viele andere Quittensorten, ausgenommen neuere Züchtungen wie Robusta. Die Konstantinopeler Quitte ist nur teilweise selbstfertil, so dass sie gemeinsam mit anderen Sorten angebaut möglicherweise höhere Erträge bringt. Als geeignete Befruchtungssorte gilt Bereczki.
Die Früchte der Konstantinopeler Quitte sind mittelgroß und werden etwa 250 g schwer. Ihre Form ist nicht immer apfelförmig, sondern kann recht unterschiedlich ausfallen. Dies könnte auf unterschiedliche Spielarten zurückzuführen sein. Die Schale ist hellgelb bis goldgelb, auf der der Sonne zugewandten Seite kann sie leicht rostbraun gefärbt sein. Reife Früchte sind nur wenig befilzt.